# Konrad Wilhelm von Wernau

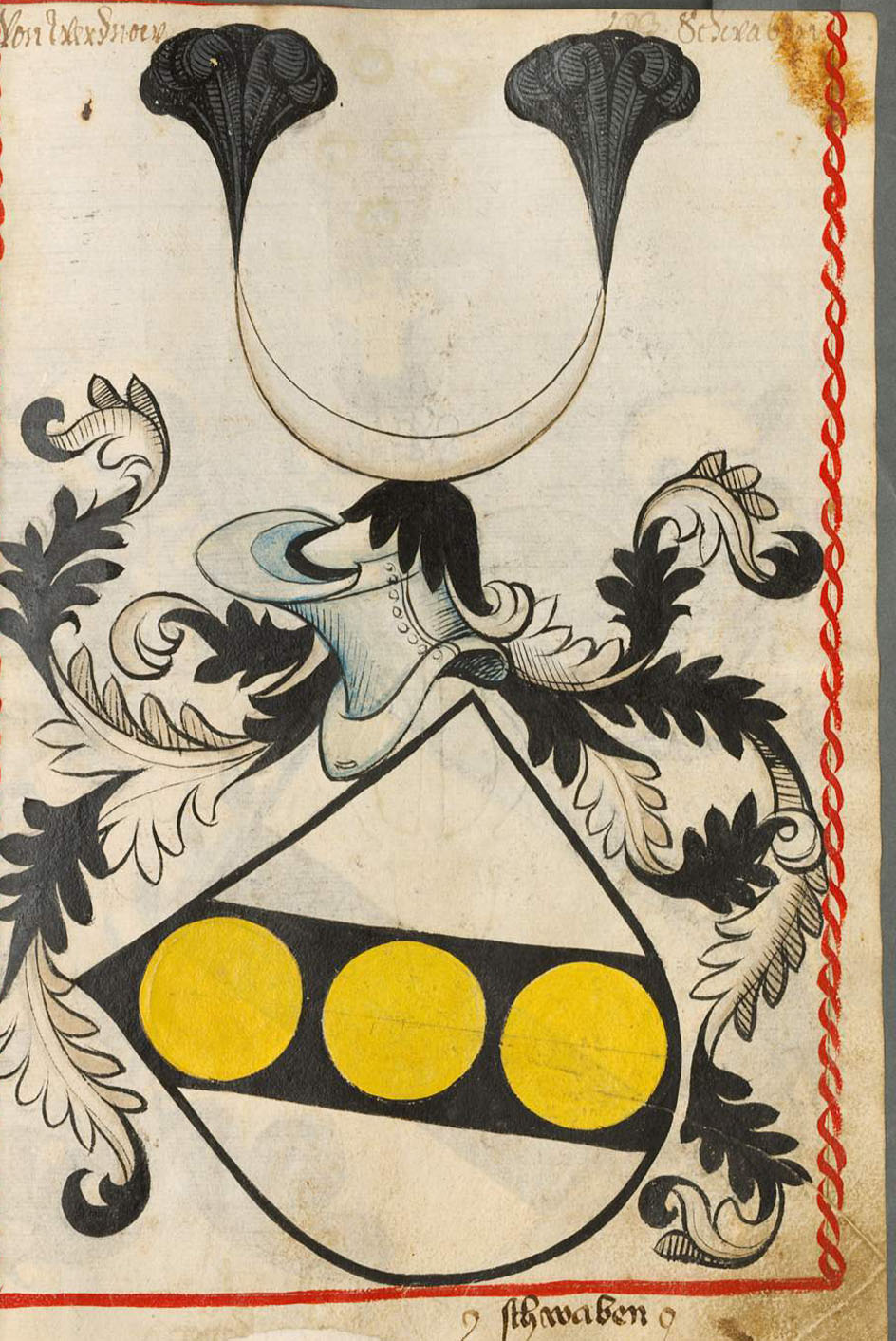
Stemma della famiglia von Wernau

Konrad Wilhelm von Wernau (... – 5 settembre 1684) è stato un vescovo cattolico tedesco, dal 1683 al 1684 principe-vescovo di Würzburg.

## Biografia
Konrad Wilhelm von Wernau apparteneva ad una famiglia dell'aristocrazia sveva che aveva dato il nome all'attuale quartiere "Wernau" della città di Esslingen nel Baden-Württemberg.
La scelta di Konrad Wilhelm von Wernau alla successione all'episcopato di Würzburg venne con tutta probabilità suggerita all'epoca da papa Innocenzo XI e dall'imperatore Leopoldo I d'Asburgo congiuntamente. Il suo periodo di reggenza fu però sfortunatamente molto breve, terminato prima ancora che la conferma papale potesse avere luogo.
Il suo episcopato non lasciò perciò traccia rilevante e si concluse il 5 settembre 1684 con la sua morte.